# Римская Испания

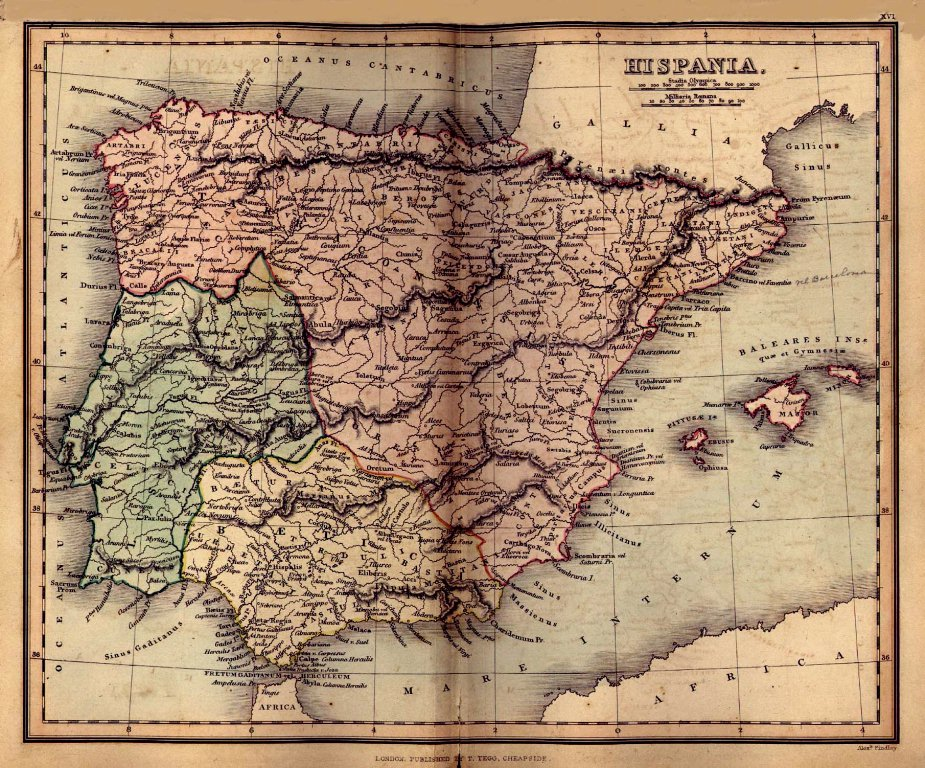
Римская Испания в I—III веках.

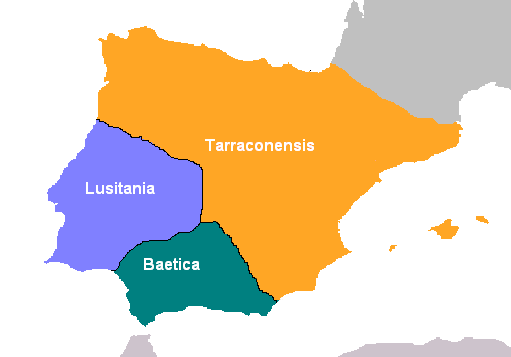
Испания после реформы Цезаря Августа в 27 до н. э..

Испания после реформ Диоклетиана 283—289 гг.

Испа́ния (лат. Hispania), ранее Ибе́рия (Ίβηρία) — древнеримское название Иберийского (Пиренейского) полуострова.
Римское завоевание Испании происходило с конца III по конец I века до н. э., однако кельтиберы в центре и на севере страны сопротивлялись ещё почти два века, а восстания в пиренейской части Испании происходили во всё время римского владычества.
Тем не менее Испания стала важной частью Римской империи. На Иберийском (Пиренейском) полуострове родились четыре римских императора (самые известные из них: Траян, Адриан, Феодосий I Великий), писатель и философ Сенека. Самым сильным влияние римлян было в южной части полуострова (современных Андалусии и южной Португалии и на северо-востоке (в районе современной Каталонии), хотя баски, например, так и не были полностью романизированы.
К концу I века до новой эры Испания делилась на:
- Испанию Дальнюю;
- Испанию Ближнюю,

а при Октавиане Августе была разделена на три провинции:
- Тарраконскую Испанию;
- Лузитанию;
- Бетику.

При Диоклетиане, в конце III века, Испания вошла в одноимённый диоцез, состоящий уже из 6 провинций:
- Бетика;
- Лузитания;
- Карфагеника;
- Галисия;
- Тарраконская Испания;
- Мавретания Тингитанская.

В начале V века испанские провинции были завоёваны вандалами и свевами, а позднее вестготами, основавшими здесь свои государства. Таким образом Испания оказалась одной из первых областей, отторгнутых варварами от Римской империи.